# Джермукски водопад
Джермукският водопад (на арменски: Ջերմուկի ջրվեժ) е вторият по височина водопад в Армения след Касахския водопад. Височината на водния пад е 68 m.
Водопадът е разположен на южния склон на Вардениския хребет. Образуван е от три куполообразни тераси. Намира се в чертите на града-курорт Джермук, на разстояние 200 km от Ереван. Влива се в река Арпа.
В продължение на стотици хиляди години от недрата на Кавказ извират горещи извори. В редки случаи те са съпроводени с мощни процеси, наподобяващи гейзери. Районът е богат на минерални води – проявление на действащ вулканизъм.
|  | Тази страница частично или изцяло представлява превод на страницата „Джермукский водопад“ в Уикипедия на руски. Оригиналният текст, както и този превод, са защитени от Лиценза „Криейтив Комънс – Признание – Споделяне на споделеното“, а за съдържание, създадено преди юни 2009 година – от Лиценза за свободна документация на ГНУ. Прегледайте историята на редакциите на оригиналната страница, както и на преводната страница, за да видите списъка на съавторите. ВАЖНО: Този шаблон се отнася единствено до авторските права върху съдържанието на статията. Добавянето му не отменя изискването да се посочват конкретни източници на твърденията, които да бъдат благонадеждни. |